# WSL世界ヘビー級王座
WSL世界ヘビー級王座（WSLせかいヘビーきゅうおうざ、WSL World Heavyweight Championship）は、WSLが管理、認定していた王座。

## 歴史
1996年、AWAスーパースターズ（後のWSL）がAWA世界ヘビー級王座を創設。
2005年1月、管理団体が業務提携を結んでいるプロレスリングZERO1-MAXに移った。
2007年4月、「AWA」の権利を持つWWEから訴訟を起こされた。12月7日、ZERO1-MAXとの業務提携が終了したため、王者の田中将斗から王座を剥奪。
2008年2月5日、空位となった王座は最後の旧AWA版AWA世界ヘビー級王者だったラリー・ズビスコを第20代王者に認定。
2008年10月、AWAスーパースターズに「AWA」の使用禁止命令が下されて団体名をWSLに改称したため、王座名をWSL世界ヘビー級王座に変更。
2009年、WSLの活動停止により封印。

## 歴代王者

### AWA世界ヘビー級王座（AWAスーパースターズ版）
| 歴代   | 選手                   | 戴冠回数 | 防衛回数 | 獲得日付       | 獲得場所 （対戦相手・その他）                                             |
| ------ | ---------------------- | -------- | -------- | -------------- | ------------------------------------------------------------------------- |
| 初代   | ジョニー・スチュアート | 1        | 不明     | 1996年6月6日   | ミネソタ州ロチェスター ラリー・グリゴロビッチ                             |
| 第2代  | キングコング・バンディ | 1        | 不明     | 1999年3月31日  | ウィスコンシン州オシュコシュ 2000年剥奪                                   |
| 第3代  | デール・ガニア         | 1        | 不明     | 2000年7月29日  | アーカンソー州パインブラフ プロモーターのデール・ガニアが自身を王者に認定 |
| 第4代  | ダニー・ドミニオン     | 1        | 不明     | 2000年7月29日  | アーカンソー州パインブラフ                                                |
| 第5代  | ラリー・グリゴロビッチ | 1        | 不明     | 2000年7月29日  | アーカンソー州パインブラフ                                                |
| 第6代  | エリック・プリースト   | 1        | 不明     | 2001年6月3日   | イリノイ州ヒルサイド                                                      |
| 第7代  | エヴァン・カレイジャス | 1        | 不明     | 2002年3月22日  | アリゾナ州カサグランデ                                                    |
| 第8代  | ダニー・ドミニオン     | 2        | 不明     | 2002年5月2日   | ミネソタ州コットンウッド                                                  |
| 第9代  | エヴァン・カレイジャス | 2        | 不明     | 2002年5月4日   | カリフォルニア州レムーア                                                  |
| 第10代 | マット・ウィーゼ       | 1        | 不明     | 2002年10月19日 | テキサス州メルセデス 2003年空位                                           |
| 第11代 | エヴァン・カレイジャス | 3        | 不明     | 2003年7月6日   | カリフォルニア州レムーア エリック・プリースト 2004年剥奪                  |
| 第12代 | 大森隆男               | 1        | 4        | 2005年1月23日  | 後楽園ホール スティーブ・コリノ                                           |
| 第13代 | スティーブ・コリノ     | 1        | 14       | 2005年6月11日  | ミシガン州ベイシティ                                                      |
| 第14代 | 大谷晋二郎             | 1        | 2        | 2006年1月22日  | 後楽園ホール                                                              |
| 第15代 | 大森隆男               | 2        | 2        | 2006年4月1日   | 靖国神社相撲場                                                            |
| 第16代 | リック・コンバース     | 1        | 不明     | 2006年6月14日  | インディアナ州インディアナポリス                                          |
| 第17代 | スティーブ・コリノ     | 2        | 不明     | 2007年1月7日   | ペンシルベニア州ポッツタウン                                              |
| 第18代 | 大森隆男               | 3        | 3        | 2007年4月1日   | 横浜市金沢産業振興センター                                                |
| 第19代 | 田中将斗               | 1        | 1        | 2007年10月26日 | 後楽園ホール 2007年12月7日剥奪                                            |
| 第20代 | ラリー・ズビスコ       | 1        | 不明     | 2008年2月5日   | アメリカ AWAスーパースターズが王者に認定                                  |

### WSL世界ヘビー級王座
| 歴代  | 選手               | 獲得日付       | 獲得場所 （対戦相手・その他）                     |
| ----- | ------------------ | -------------- | ------------------------------------------------- |
| 初代  | リッキー・ランデル | 2008年10月11日 | インディアナ州インディアナポリス ラリー・ズビスコ |
| 第2代 | キース・ウォーカー | 2009年2月21日  | インディアナ州ミシガンシティ 2010年封印           |